# Präsident von Nigeria
Der Präsident der Bundesrepublik Nigeria ist Staatsoberhaupt und Regierungschef von Nigeria. Der Präsident leitet die Exekutive der Bundesregierung und ist der Oberbefehlshaber der nigerianischen Streitkräfte.
Die Ämter, Befugnisse und Titel des Staatsoberhauptes und des Regierungschefs wurden gemäß der nigerianischen Verfassung von 1979 offiziell mit dem Amt der Präsidentschaft zusammengelegt.
Die Exekutivgewalt liegt beim Präsidenten. Die Befugnis umfasst die Ausführung und Durchsetzung von Bundesgesetzen und die Verantwortung, Exekutiv-, Diplomaten, Regulierungs- und Justizbeamte des Bundes zu ernennen. Auf der Grundlage der Verfassungsbestimmungen, die den Präsidenten ermächtigen, Botschafter zu ernennen und zu empfangen und Verträge mit ausländischen Mächten abzuschließen, sowie auf den vom Repräsentantenhaus erlassenen späteren Gesetzen trägt die Präsidentschaft die Hauptverantwortung für die Durchführung der Außenpolitik.
Der Präsident spielt auch eine führende Rolle in der Bundesgesetzgebung und in der Innenpolitik. Als Teil des Systems der gegenseitigen Kontrolle gibt die Verfassung dem Präsidenten die Befugnis, Bundesgesetze zu unterzeichnen oder ein Veto einzulegen.
Der Präsident wird zusammen mit dem Vizepräsidenten in nationalen Wahlen direkt für eine Amtszeit von vier Jahren gewählt.
Bola Tinubu ist der 16. und derzeitige Präsident Nigerias, der sein Amt am 29. Mai 2023 angetreten hat.